# Axel Chapelle
Axel Chapelle (ur. 24 kwietnia 1995 w Colombes) – francuski lekkoatleta specjalizujący się w skoku o tyczce.
W 2012 nie przebrnął przez eliminacje podczas mistrzostw świata juniorów w Barcelonie. Juniorski wicemistrz Europy z Rieti (2013). Rok później zdobył złoty medal mistrzostw świata juniorów w Eugene. W 2017 był szósty na halowych mistrzostwach Europy, zdobył srebro czempionatu Europy do lat 23 oraz ponownie zajął szóste miejsce podczas mistrzostw świata w Londynie.
Rekordy życiowe: stadion – 5,72 (21 lipca 2017, Monako); hala – 5,88 (25 lutego 2018, Clermont-Ferrand).

## Osiągnięcia
| Rok  | Impreza                        | Miejsce    | Pozycja           | Wynik |
| ---- | ------------------------------ | ---------- | ----------------- | ----- |
| 2012 | Mistrzostwa świata juniorów    | Barcelona  | el. – 15. miejsce | 5,05  |
| 2013 | Mistrzostwa Europy juniorów    | Rieti      | 2. miejsce        | 5,25  |
| 2014 | Mistrzostwa świata juniorów    | Eugene     | 1. miejsce        | 5,55  |
| 2015 | Młodzieżowe mistrzostwa Europy | Tallinn    | 10. miejsce       | 5,20  |
| 2017 | Halowe mistrzostwa Europy      | Belgrad    | 6. miejsce        | 5,80  |
| 2017 | Młodzieżowe mistrzostwa Europy | Bydgoszcz  | 2. miejsce        | 5,60  |
| 2017 | Mistrzostwa świata             | Londyn     | 6. miejsce        | 5,65  |
| 2018 | Halowe mistrzostwa świata      | Birmingham | 10. miejsce       | 5,60  |
| 2018 | Mistrzostwa Europy             | Berlin     | 8. miejsce        | 5,65  |
| 2019 | Halowe mistrzostwa Europy      | Glasgow    | el. – 10. miejsce | 5,50  |